# Saison 10 de Frasier
Chronologie
Saison 9 de Frasier Saison 11 de Frasier
Cet article présente le guide des épisodes de la dixième saison de la sitcom Frasier.

## Épisode 1:Les liens sacrés du mariage
- États-Unis : 9 septembre 2002 sur NBC
- Belgique : 22 novembre 2012 sur Club RTL
- France : 7 octobre 2006 sur TPS CinéCulte

## Épisode 2:Une affaire de principe
- États-Unis : 1er octobre 2002 sur NBC
- Belgique : 23 novembre 2012 sur Club RTL

Luis Guzman

## Épisode 3:Votez Frasier
- États-Unis : 8 octobre 2002 sur NBC
- Belgique : 23 novembre 2012 sur Club RTL

## Épisode 4:Une petite fête
- États-Unis : 15 octobre 2002 sur NBC
- Belgique : 26 novembre 2012 sur Club RTL

Zooey Deschanel

## Épisode 5:Farces et attrapes
- États-Unis : 29 octobre 2002 sur NBC
- Belgique : 26 novembre 2012 sur Club RTL

## Épisode 6:Star mitzvah
- États-Unis : 5 novembre 2002 sur NBC
- Belgique : 27 novembre 2012 sur Club RTL

## Épisode 7:La tornade blanche -1repartie
- États-Unis : 12 novembre 2002 sur NBC
- Belgique : 27 novembre 2012 sur Club RTL

## Épisode 8:Chambre avec vue -2epartie
- États-Unis : 19 novembre 2002 sur NBC
- Belgique : 28 novembre 2012 sur Club RTL

## Épisode 9:Coup de cœur -3epartie
- États-Unis : 26 novembre 2002 sur NBC
- Belgique : 28 novembre 2012 sur Club RTL

John Turturro

## Épisode 10:L'esprit de Noël
- États-Unis : 10 décembre 2002 sur NBC
- Belgique : 29 novembre 2012 sur Club RTL

## Épisode 11:L’Éternelle Carotte
- États-Unis : 7 janvier 2003 sur NBC
- Belgique : 29 novembre 2012 sur Club RTL

## Épisode 12:Méprisante
- États-Unis : 14 janvier 2003 sur NBC
- Belgique : 30 novembre 2012 sur Club RTL

Felicity Huffman

## Épisode 13:Un Service De Taille
- États-Unis : 4 février 2003 sur NBC
- Belgique : 30 novembre 2012 sur Club RTL

Brent Spiner

## Épisode 14:Un Dîner Sans Prétention
- États-Unis : 11 février 2003 sur NBC
- Belgique : 3 décembre 2012 sur Club RTL

## Épisode 15:Un Trophée Bien Mérité
- États-Unis : 18 février 2003 sur NBC
- Belgique : 3 décembre 2012 sur Club RTL

Bob Hoskins

## Épisode 16:Un Secret Bien Gardé
- États-Unis : 25 février 2003 sur NBC
- Belgique : 4 décembre 2012 sur Club RTL

## Épisode 17:Kenny Sur Le Canapé
- États-Unis : 4 mars 2003 sur NBC
- Belgique : 4 décembre 2012 sur Club RTL

Laura Linney

## Épisode 18:La Spirale Infernale
- États-Unis : 18 mars 2003 sur NBC
- Belgique : 5 décembre 2012 sur Club RTL

## Épisode 19:Abus De Pouvoir
- États-Unis : 1er avril 2003 sur NBC
- Belgique : 5 décembre 2012 sur Club RTL

## Épisode 20:Le Bon Café
- États-Unis : 22 avril 2003 sur NBC
- Belgique : 6 décembre 2012 sur Club RTL

Elvis Costello

## Épisode 21:Le Docteur Phil
- États-Unis : 29 avril 2003 sur NBC
- Belgique : 6 décembre 2012 sur Club RTL

## Épisode 22:Tel Père, Tel Fils
- États-Unis : 6 mai 2003 sur NBC
- Belgique : 7 décembre 2012 sur Club RTL

## Épisode 23:Tir A Gogo
- États-Unis : 13 mai 2003 sur NBC
- Belgique : 7 décembre 2012 sur Club RTL

Felicity Huffman

## Épisode 24:Une Chance Pour Roz
- États-Unis : 20 mai 2003 sur NBC
- Belgique : 10 décembre 2012 sur Club RTL